# Кагарлыкский сахарный завод
Кагарлыкский сахарный завод — предприятие пищевой промышленности в городе Кагарлык Кагарлыкского района Киевской области Украины.

## История
Свеклосахарный завод в селении Кагарлык Киевского уезда Киевской губернии Российской империи был построен в 1858 году и находился в собственности помещика Черткова. 
В 1859 году на заводе произошёл взрыв паровой машины, в результате которого погибли 18 и были искалечены около 50 рабочих. 
В середине 1890х годов это было крупное предприятие, производившее сахара на 425 тыс. рублей в год. Условия труда на заводе в это время были тяжёлыми, а зарплата - низкая.
В ходе первой русской революции в Кагарлыке начались митинги, а 18 мая 1905 года жители начали забастовку, потребовав увеличить оплату труда, сократить продолжительность рабочего дня до девяти часов и обеспечить работой местных жителей, но прибывшие в Кагарлык войска подавили выступление - 30 человек были привлечены к суду, 50 - высечены шомполами и розгами.
В конце января 1918 года в Кагарлыке была установлена Советская власть, но уже в марте 1918 года Кагарлык оккупировали немецкие войска (остававшиеся здесь до ноября 1918 года), в дальнейшем поселение оказалось в зоне боевых действий гражданской войны.
В ходе советско-польской войны весной 1920 года Кагарлык был захвачен польскими войсками, но уже 26 мая 1920 года они были выбиты частями 2-й Московской бригады РККА. В дальнейшем, началось восстановление хозяйства.
В 1922 году сахарный завод возобновил производство. 
В 1923 году село Кагарлык стало районным центром, в этом же году была открыта железнодорожная станция Кагарлык, что способствовало развитию села. В дальнейшем, в ходе индустриализации 1930х годов завод был реконструирован и его производственные мощности значительно увеличились. В это же время здесь был построен клуб сахарного завода.
После начала Великой Отечественной войны с 3 августа 1941 до 8 января 1944 года Кагарлык был оккупирован немецкими войсками. При отступлении гитлеровцы разрушили сахарный завод, маслозавод, электростанцию, МТС, колхозы, школы, клубы, библиотеки, радиоузел, административные здания и значительное количество жилых домов. Восстановление завода началось вскоре после окончания боёв и уже зимой 1945 - 1946 гг. он произвёл первый сахар.
В дальнейшем, сахарный завод и обеспечивавший его сахарной свеклой совхоз объединили в Кагарлыкский сахарный комбинат.
В целом, в советское время завод входил в число ведущих предприятий райцентра.
После провозглашения независимости Украины комбинат перешёл в ведение государственного комитета пищевой промышленности Украины.
В мае 1995 года Кабинет министров Украины утвердил решение о приватизации сахарного завода, обеспечивавшего его сырьём свеклосовхоза и райсельхозтехники. После этого государственное предприятие было реорганизовано в открытое акционерное общество.
22 апреля 2014 года хозяйственный суд Киевской области возбудил дело о банкротстве завода, 16 октября 2014 года завод был признан банкротом и началась процедура его ликвидации. В феврале 2016 года прекративший производственную деятельность завод начали разбирать на металлолом (хотя споры о принадлежности имущества предприятия и порядке выплаты долгов кредиторам продолжались и позднее).